# MOST (衛星)
MOST（英語：Microvariability and Oscillations of Stars）望远镜是加拿大的第一个研究星震学的航天器，随后是现已完成的对流旋转和行星横越任务和开普勒任务。它也是32年前ISIS II以来发射的第一颗加拿大科学卫星。

## 概述
通常，较大的太空望远镜不能长时间（长达60天）对单个目标保持聚焦在单个目标上。由于对资源的需求，目标长期存在。
在53公斤（117磅）60厘米（24）X60厘米（24英寸）宽和高，24厘米（9）深，这使它成为微卫星类别。
MOST是在加拿大航天局的共同努力下，Dynacon企业有限公司（现微系统加拿大公司），在太空飞行实验室（SFL）在多伦多大学航空航天研究的大学和不列颠哥伦比亚大学。

## 历史
该卫星的开发由加拿大航天局的空间科学处完成，并由其小型有效载荷项目提供资金; 它由加拿大Microsat Systems公司与SFL（主要MOST地面站所在地）共同运营。

## 发现
2004年，他们报告称，Procyon的恒星并没有发生波动，即使这一点也存在争议。 
2006年的观测揭示了一类以前未知的变星，即“缓慢脉动的B超巨星”（SPBsg）。